# Lonchocarpus sericeus
Lonchocarpus sericeus är en ärtväxtart som först beskrevs av Jean Louis Marie Poiret, och fick sitt nu gällande namn av Dc. Lonchocarpus sericeus ingår i släktet Lonchocarpus och familjen ärtväxter.

## Underarter
Arten delas in i följande underarter:
- L. s. palmeri
- L. s. paraguariensis
- L. s. sericeus

## Bildgalleri

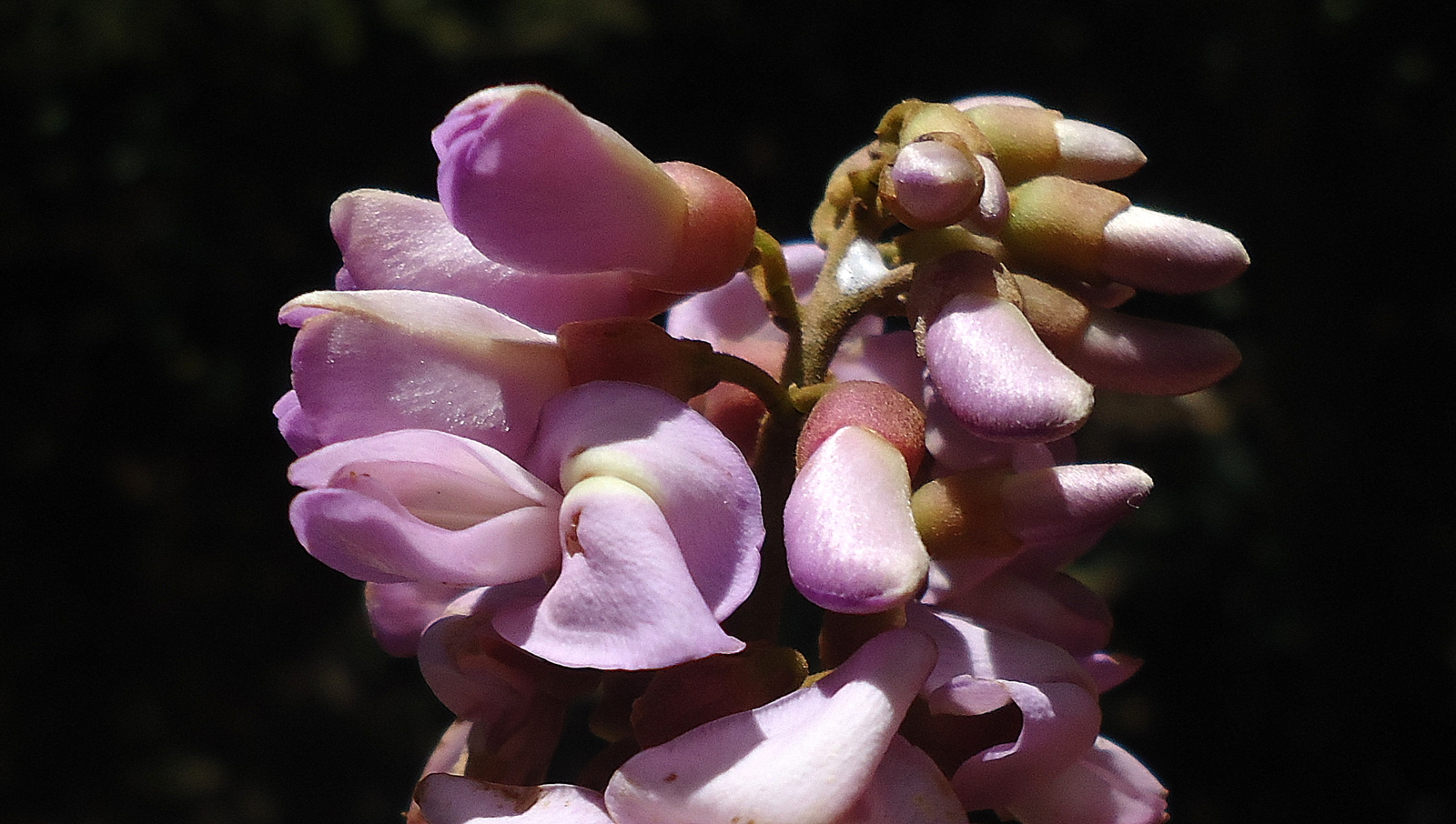